# Tour de France 1949
| 36. Tour de France 1949 – Endstand |                     |                           |
| Streckenlänge                      | 21 Etappen, 4810 km | 21 Etappen, 4810 km       |
| Toursieger                         | Fausto Coppi        | 149:40:49 h (32,135 km/h) |
| Zweiter                            | Gino Bartali        | + 10:55 min               |
| Dritter                            | Jacques Marinelli   | + 25:13 min               |
| Vierter                            | Jean Robic          | + 34:28 min               |
| Fünfter                            | Marcel Dupont       | + 38:59 min               |
| Sechster                           | Fiorenzo Magni      | + 42:10 min               |
| Siebenter                          | Stan Ockers         | + 44:35 min               |
| Achter                             | Jean Goldschmit     | + 47:24 min               |
| Neunter                            | Apo Lazaridès       | + 52:28 min               |
| Zehnter                            | Pierre Cogan        | + 1:08:55 h               |
| Bergwertung                        | Fausto Coppi        | 81 P.                     |
| Zweiter                            | Gino Bartali        | 68 P.                     |
| Dritter                            | Jean Robic          | 63 P.                     |
| Teamwertung                        | Italien             | Italien                   |

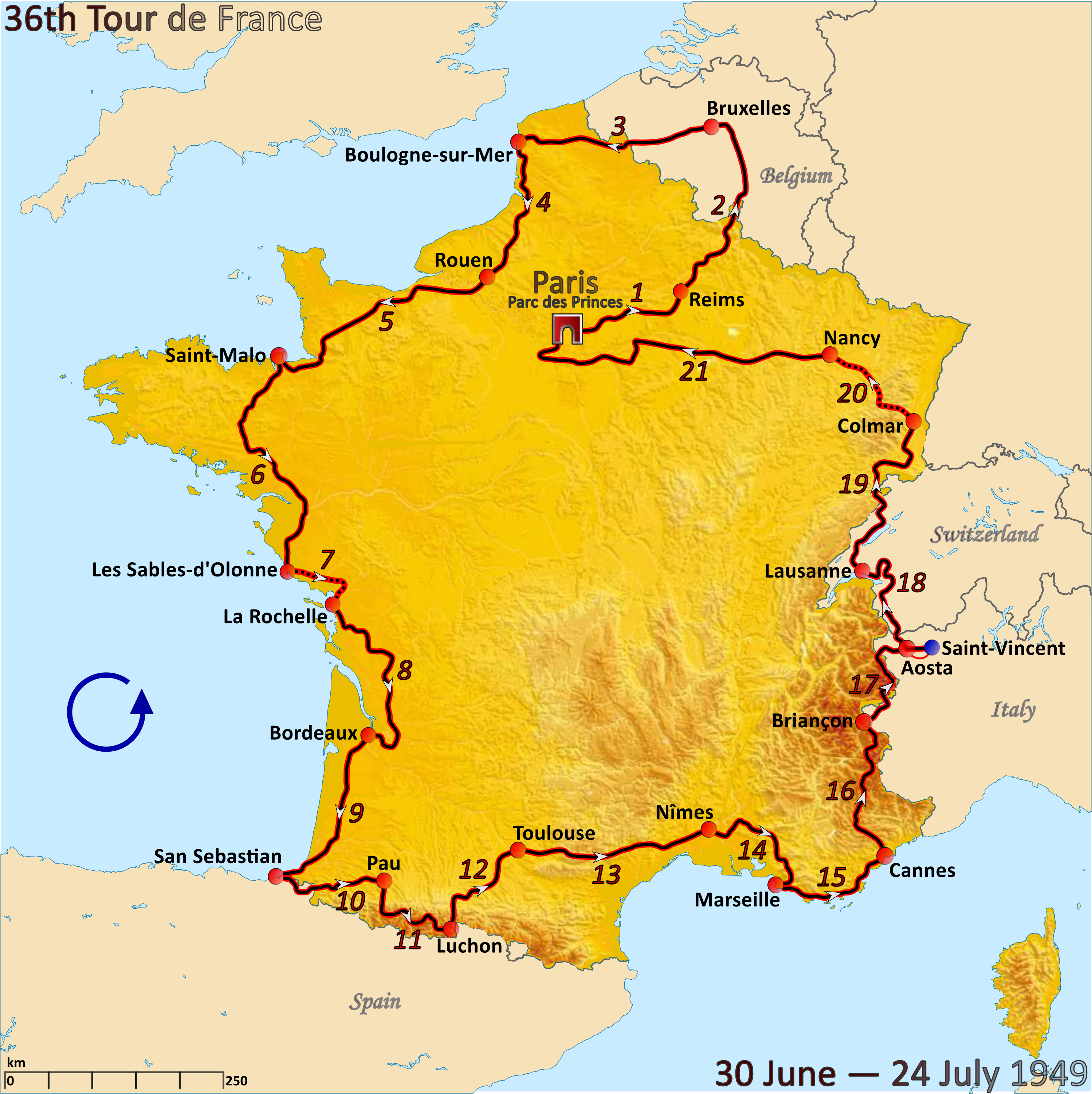
Streckenkarte der Tour de France 1949

Die 36. Tour de France führte vom 30. Juni bis 21. Juli 1949 auf 21 Etappen über 4808 km und endete mit einem italienischen Doppelsieg. An der Rundfahrt nahmen 120 Rennfahrer teil, von denen 55 klassifiziert wurden.

## Rennverlauf
Auf der fünften Etappe, die der Schweizer Ferdy Kübler gewann, stürzte der Italiener Fausto Coppi und handelte sich einen großen Rückstand ein. Am Fuße der Pyrenäen lag Coppi in der Gesamtwertung eine halbe Stunde hinter der Spitze und begann seine Aufholjagd mit einem Sieg im ersten Zeitfahren.
In den Alpen übernahm Coppis Landmann Gino Bartali mit einem Etappensieg auf der 16. Etappe das Gelbe Trikot. Doch die Führung in der Gesamtwertung hatte der Vorjahressieger nur einen Tag inne, ehe sich Coppi am nächsten Tag mit einem Etappensieg an Bartali vorbeischob. Nachdem er auch das zweite Zeitfahren für sich entschieden hatte, erreichte Coppi das Ziel in Paris mit einem Vorsprung von 10 Minuten auf seinen Verfolger.
Coppi gewann zudem die Bergwertung vor Bartali; er profitierte auch in der Gesamtwertung von seiner starken Leistung am Berg, da an den Pässen und Bergankünften Zeitgutschriften vergeben wurden. Coppi hatte im Frühjahr 1949 bereits den Giro d’Italia gewonnen. Damit konnte er als erster Radfahrer das Double aus Tour- und Girosieg im gleichen Jahr erreichen.
Für einen Eklat sorgte die spanische Mannschaft. Nach einem Streit mit dem Mannschaftsbetreuer gaben die Fahrer um Bernardo Ruiz nach der 5. Etappe das Rennen auf, um kurz danach bei der Portugal-Rundfahrt zu starten, was jedoch vom spanischen Verband mit einer Sperre verhindert wurde.

## Die Etappen

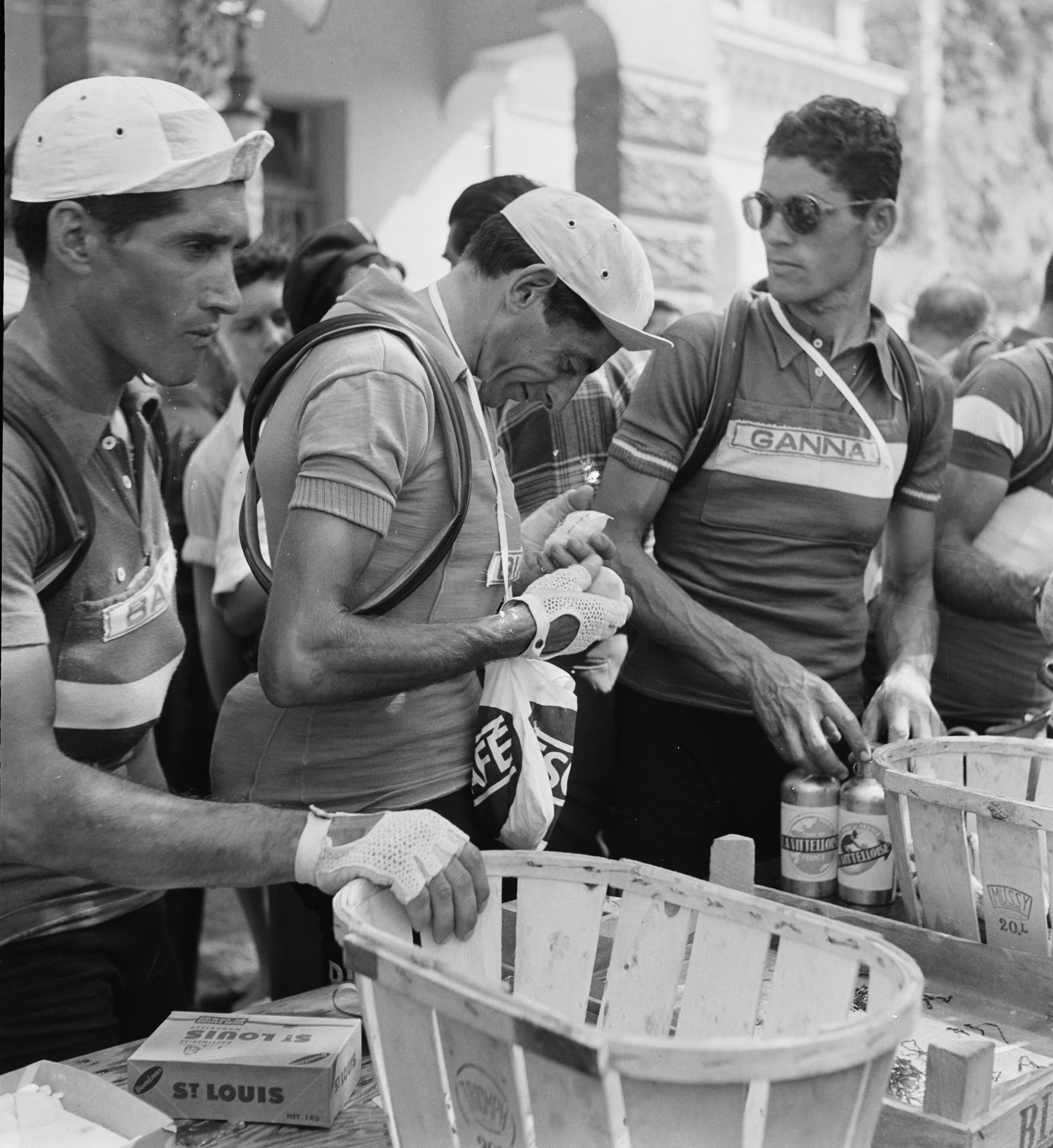
Fausto Coppi

| Etappen    | Start – Ziel                      | km        | Etappensieger       | Gelbes Trikot     |
| ---------- | --------------------------------- | --------- | ------------------- | ----------------- |
| 1. Etappe  | Paris – Reims                     | 182       | Marcel Dussault     | Marcel Dussault   |
| 2. Etappe  | Reims – Brüssel (BEL)             | 273       | Roger Lambrecht     | Roger Lambrecht   |
| 3. Etappe  | Brüssel (BEL) – Boulogne-sur-Mer  | 211       | Norbert Callens     | Norbert Callens   |
| 4. Etappe  | Boulogne-sur-Mer – Rouen          | 185       | Lucien Teisseire    | Jacques Marinelli |
| 5. Etappe  | Rouen – Saint-Malo                | 293       | Ferdy Kübler        | Jacques Marinelli |
| 6. Etappe  | Saint-Malo – Les Sables-d’Olonne  | 305       | Adolphe Deledda     | Jacques Marinelli |
| 7. Etappe  | Les Sables-d’Olonne – La Rochelle | 92 (EZF)  | Fausto Coppi        | Jacques Marinelli |
| 8. Etappe  | La Rochelle – Bordeaux            | 262       | Guy Lapébie         | Jacques Marinelli |
| 9. Etappe  | Bordeaux – San Sebastián (ESP)    | 228       | Louis Caput         | Jacques Marinelli |
| 10. Etappe | San Sebastián (ESP) – Pau         | 192       | Fiorenzo Magni      | Fiorenzo Magni    |
| 11. Etappe | Pau – Luchon                      | 193       | Jean Robic          | Fiorenzo Magni    |
| 12. Etappe | Luchon – Toulouse                 | 134       | Rik Van Steenbergen | Fiorenzo Magni    |
| 13. Etappe | Toulouse – Nîmes                  | 289       | Émile Idée          | Fiorenzo Magni    |
| 14. Etappe | Nîmes – Marseille                 | 199       | Jean Goldschmit     | Fiorenzo Magni    |
| 15. Etappe | Marseille – Cannes                | 215       | Désiré Keteleer     | Fiorenzo Magni    |
| 16. Etappe | Cannes – Briançon                 | 275       | Gino Bartali        | Gino Bartali      |
| 17. Etappe | Briançon – Aosta (ITA)            | 257       | Fausto Coppi        | Fausto Coppi      |
| 18. Etappe | Aosta (ITA) – Lausanne (CH)       | 265       | Vincenzo Rossello   | Fausto Coppi      |
| 19. Etappe | Lausanne (CH) – Colmar            | 283       | Raphaël Géminiani   | Fausto Coppi      |
| 20. Etappe | Colmar – Nancy                    | 137 (EZF) | Fausto Coppi        | Fausto Coppi      |
| 21. Etappe | Nancy – Paris                     | 340       | Rik Van Steenbergen | Fausto Coppi      |